# دورة الألعاب للأندية العربية للسيدات 2024
دورة الألعاب للأندية العربية للسيدات 2024 هي النسخة السابعة من دورة الألعاب للأندية العربية للسيدات التي استضافتها إمارة الشارقة بالإمارات العربية المتحدة خلال الفترة من 2 فبراير 2024 وحتى 12 فبراير 2024.

## المشاركات
انطلقت فعاليات النسخة السابعة من دورة الألعاب للأندية العربية للسيدات، والتي نظمتها مؤسسة الشارقة لرياضة المرأة واستضافها نادي الشارقة الرياضي للمرأة، في 2 فبراير (شباط) 2024 بمشاركة 560 لاعبة يمثلن 63 فريقًا رياضيًّا من 15 دولة عربية هي ليبيا والجزائر والكويت وفلسطين والعراق والسودان واليمن وسلطنة عمان وقطر والبحرين ولبنان وتونس ومصر والأردن وسوريا والمملكة العربية السعودية والإمارات العربية المتحدة في ثماني رياضات جماعية وفردية هي الكرة الطائرة وكرة الطاولة وكرة السلة والرماية، والقوس والسهم والمبارزة وألعاب القوى والفروسية والكاراتيه.

### الفرق المُشاركة
| اللعبة        | الفرق المشاركة                     | الدولة                   |
| ------------- | ---------------------------------- | ------------------------ |
| كرة السلة     | فريق نادي الثورة                   | سوريا                    |
| كرة السلة     | فريق نادي الفحيص                   | الأردن                   |
| كرة السلة     | فريق نادي الشارقة الرياضي للمرأة   | الإمارات العربية المتحدة |
| كرة السلة     | فريق النادي الأهلي البحريني        | البحرين                  |
| كرة السلة     | نادي العاصمة                       | المملكة العربية السعودية |
| الكرة الطائرة | نادي سلوى الصباح الكويتي           | الكويت                   |
| الكرة الطائرة | فريق نادي الشارقة الرياضي للمرأة   | الإمارات العربية المتحدة |
| الكرة الطائرة | نادي سبورتنغ                       | مصر                      |
| الكرة الطائرة | نادي بيبلوس اللبناني               | لبنان                    |
| ألعاب القوى   | فريق نادي الخليج                   | المملكة العربية السعودية |
| ألعاب القوى   | فريق نادي الشارقة الرياضي للمرأة   | الإمارات العربية المتحدة |
| ألعاب القوى   | الاتحاد الرياضي النسائي            | الأردن                   |
| ألعاب القوى   | نادي البسيتين                      | البحرين                  |
| ألعاب القوى   | نادي رياضات القوى العُماني          | سلطنة عمان               |
| كرة الطاولة   | فريق نادي الشارقة الرياضي للمرأة   | الإمارات العربية المتحدة |
| كرة الطاولة   | فريق نادي عالي                     | البحرين                  |
| المبارزة      | فريق نادي أكاديمية الاتحاد السعودي | المملكة العربية السعودية |
| المبارزة      | فريق نادي الشرطة                   | سوريا                    |
| المبارزة      | المنتخب العماني للمبارزة           | سلطنة عمان               |
| المبارزة      | نادي الفجيرة للفنون القتالية       | الإمارات العربية المتحدة |
| المبارزة      | فريق نادي البسيتين                 | البحرين                  |
| المبارزة      | فريق نادي الشارقة الرياضي للمرأة   | الإمارات العربية المتحدة |
| الرماية       | فريق نادي الشارقة الرياضي للمرأة   | الإمارات العربية المتحدة |
| الرماية       | فريق نادي الرفاع للرماية           | البحرين                  |
| القوس والسهم  | نادي الثقبة                        | المملكة العربية السعودية |
| القوس والسهم  | نادي النيل                         | السودان                  |
| القوس والسهم  | نادي الكويت                        | الكويت                   |
| القوس والسهم  | فريق نادي البحرين للقوس والسهم     | البحرين                  |
| القوس والسهم  | فريق نادي أبوظبي للقوس والسهم      | الإمارات العربية المتحدة |
| القوس والسهم  | فريق نادي الشارقة الرياضي للمرأة   | الإمارات العربية المتحدة |
| الكاراتيه     | نادي الفتاة                        | الكويت                   |
| الكاراتيه     | فريق نادي الاتحاد الرياضي          | المملكة العربية السعودية |
| الكاراتيه     | نادي شباب الأهلي                   | الإمارات العربية المتحدة |
| الكاراتيه     | فريق نادي الشارقة الرياضي للمرأة   | الإمارات العربية المتحدة |
| الكاراتيه     | نادي نصيب                          | سوريا                    |
| الكاراتيه     | نادي البشمركة                      | العراق                   |
| الكاراتيه     | نادي بلقيس                         | اليمن                    |
| الكاراتيه     | نادي الرئيس                        | سلطنة عمان               |

## الملاعب
أقيمت فعاليات دورة الألعاب للأندية العربية للسيدات لعام 2024 في ثماني منشآت رياضية في إمارة الشارقة هي صالة مؤسسة رياضة المرأة ونادي الشارقة الرياضي للمرأة بمنطقة سمنان ونادي الشارقة الرياضي للمرأة بمنطقة البطائح ونادي خورفكان الرياضي ومركز الطفل بالقرائن ونادي الشارقة بمنطقة الحزانة ونادي الثقة ونادي الذيد.

## الميداليات والنتائج
احتلت أندية البحرين مركز الصدارة من حيث عدد الميداليات خلال نسخة عام 2024 من دورة الألعاب للأندية العربية للسيدات بعدما تمكنت لاعبات البحرين من إحراز 27 ميدالية ملونة من بينها 15 ميدالية ذهبية، و7 ميداليات فضية، و5 ميداليات برونزية.

### الألعاب الجماعية

#### كرة السلة
يوضح الجدول التالي الأندية التي احتلت المراكز الأولى في منافسات كرة السلة خلال هذه النسخة من البطولة:
| المركز الأول        | المركز الثاني      | المركز الثالث          | المركز الرابع        |
| نادي الفحيص الأردني | نادي الثورة السوري | النادي الأهلي البحريني | نادي العاصمة السعودي |

#### الكرة الطائرة
يوضح الجدول التالي الأندية التي احتلت المراكز الأولى في منافسات الكرة الطائرة خلال هذه النسخة من البطولة:
| المركز الأول        | المركز الثاني            | المركز الثالث               |
| نادي سبورتنغ المصري | نادي سلوى الصباح الكويتي | نادي الشارقة الرياضي للمرأة |

### الألعاب الفردية

#### ألعاب القوى
يوضح الجدول التالي أسماء اللاعبات اللاتي حققن المراكز الأولى في منافسات ألعاب القوى خلال هذه النسخة من البطولة:
| المسابقة           | المركز الأول  | المركز الثاني     | المركز الثالث    |
| سباق 1500 متر جري  | كارتا هيرباتو | تاجست جينيت       | نرجس حسين سواعد  |
| سباق 400 متر حواجز | أمينات جمال   | مهرة عبد الرحيم   | رحمة عادل        |
| رمي الرمح          | شيرين شعبان   | هبة حمود العاصمية | ليانا حسن مصطفى  |
| سباق 4×400 متر     | البحرين       | العراق            | الأردن           |
| سباق 5000 متر جري  | بونتو ايداو   | ديانا كريم        | هيا أحمد الرفاعي |
| سباق 200 متر جري   | ميسا وليد معض | أديدوينج أودينج   | شذى حسام         |

#### الرماية
يوضح الجدول التالي أسماء اللاعبات اللاتي حققن المراكز الأولى في منافسات الرماية خلال هذه النسخة من البطولة:
| المسابقة                      | المركز الأول      | المركز الثاني    | المركز الثالث |
| مسابقة المسدس لمسافة 10 متر   | موزة عبد الرحيم   | غزلان حسن        | ضحة البلوشي   |
| مسابقة البندقية لمسافة 10 متر | صفاء محمد الدوسري | المها مشعل العلي | مريم الرزوقي  |

#### المبارزة
يوضح الجدول التالي أسماء اللاعبات اللاتي حققن المراكز الأولى في منافسات المبارزة خلال هذه النسخة من البطولة:
| المسابقة                     | المركز الأول                                     | المركز الثاني             | المركز الثالث                  |
| سلاح إيبيه - منافسات الفرق   | نادي الشارقة الرياضي للمرأة                      | منتخب سلطنة عمان للمبارزة | فريق نادي الشرطة               |
| سلاح فلوريه - منافسات الفرق  | نادي الفجيرة للفنون القتالية                     | منتخب سلطنة عمان للمبارزة | فريق نادي البسيتين             |
| سلاح السابر - منافسات الفرق  | نادي الفجيرة للفنون القتالية                     | فريق نادي الشرطة          | نادي الشارقة الرياضي للمرأة    |
| سلاح إيبيه - منافسات الفردي  | جنى محمد الشرجية                                 | شيخة الزعابي              | أفروديت حاتم                   |
| سلاح إيبيه - منافسات الفردي  | جنى محمد الشرجية                                 | شيخة الزعابي              | إسراء سيف                      |
| سلاح فلوريه - منافسات الفردي | إسراء سيف السبابي                                | حمدة أحمد التميمي         | سمية خالد                      |
| سلاح فلوريه - منافسات الفردي | إسراء سيف السبابي                                | حمدة أحمد التميمي         | خديجة حمدان المسماري           |
| سلاح السابر - منافسات الفردي | مهرة عبد الله ملا (نادي الفجيرة للفنون القتالية) | أصيلة درويش               | ماري أكسم (فريق نادي الشرطة)   |
| سلاح السابر - منافسات الفردي | مهرة عبد الله ملا (نادي الفجيرة للفنون القتالية) | أصيلة درويش               | حنين الحمود (فريق نادي الشرطة) |

#### القوس والسهم
يوضح الجدول التالي أسماء اللاعبات اللاتي حققن المراكز الأولى في منافسات القوس والسهم خلال هذه النسخة من البطولة:
| المسابقات                     | المركز الأول                              | المركز الثاني                 | المركز الثالث                           |
| القوس المحدب - منافسات الفرق  | فريق نادي الثقبة                          | نادي الشارقة الرياضي للمرأة   | نادي البحرين                            |
| القوس المحدب - منافسات الفردي | سها شيخ                                   | سما كنفر                      | علياء آل علي (نادي أبوظبي للقوس والسهم) |
| القوس المركب - منافسات الفرق  | نادي الشارقة الرياضي للمرأة               | فريق نادي أبوظبي للقوس والسهم |                                         |
| القوس المركب - منافسات الفردي | آمنة العوضي (نادي الشارقة الرياضي للمرأة) | حنان المياس (نادي الكويت)     |                                         |

#### الكاراتيه
يوضح الجدول التالي ترتيب الأندية من حيث عدد الميداليات التي حققها كل فريق من الفرق المشاركة في مجموع منافسات الكاراتيه خلال هذه النسخة من البطولة:
| الترتيب       | اسم الفريق                  | الميداليات الذهبية | الميداليات الفضية | الميداليات البرونزية | المجموع |
| ------------- | --------------------------- | ------------------ | ----------------- | -------------------- | ------- |
| المركز الأول  | نادي نصيب                   | 2                  | 1                 | 5                    | 8       |
| المركز الثاني | نادي الشارقة الرياضي للمرأة | 2                  | 1                 | 1                    | 4       |
| المركز الثالث | نادي شباب الأهلي            | 2                  | 1                 | 0                    | 3       |
| المركز الرابع | نادي الفتاة                 | 1                  | 2                 | 2                    | 5       |
| المركز الخامس | نادي البشمركة العراقي       | 0                  | 1                 | 3                    | 4       |
| المركز السادس | نادي الاتحاد الليبي         | 0                  | 1                 | 0                    | 1       |
| المركز السابع | نادي الاتحاد السعودي        | 0                  | 0                 | 3                    | 3       |
| المركز الثامن | نادي بلقيس                  | 0                  | 0                 | 1                    | 1       |
| المركز التاسع | نادي الرئيس                 | 0                  | 0                 | 0                    | 0       |

ويوضح الجدول التالي أسماء اللاعبات اللاتي حققن المراكز الأولى في منافسات الكاراتيه خلال هذه النسخة من البطولة:
| المسابقات                      | المركز الأول                | المركز الثاني              | المركز الثالث           |
| مسابقة الكوميتيه               | نادي الشارقة الرياضي للمرأة | نادي الفتاة                | نادي الاتحاد            |
| مسابقة الكوميتيه               | نادي الشارقة الرياضي للمرأة | نادي الفتاة                | نادي نصيب               |
| وزن أقل من 50 كيلوغرام - فردي  | سلامة السلطان               |                            | رهف إبراهيم (نادي نصيب) |
| وزن أقل من 55 كيلوغرام - فردي  | ميس قره فلاح (نادي نصيب)    |                            |                         |
| وزن أقل من 61 كيلوغرام - فردي  |                             |                            | لوتس قطيني (نادي نصيب)  |
| وزن أقل من 68 كيلوغرام - فردي  | نتالي عزام (نادي نصيب)      |                            |                         |
| وزن أكبر من 68 كيلوغرام - فردي |                             |                            | خلود (نادي نصيب)        |
| منافسات الكاتا - فردي          |                             | هديل ابو رسلان (نادي نصيب) | دلال السعيد             |